# Monopson
Et monopson (undertiden også kaldet købermonopol) er en markedssituation, hvor der kun er én køber. Vedkommende har dermed markedsmagt, dvs. han har indflydelse på prisen, som den pågældende vare sælges til. Situationen er parallel til et monopol, som betegner en markedssituation, hvor der kun er én sælger af en vare. Såvel monopson som det nok mere kendte monopol er eksempler på markedsfejl i form af ufuldkommen konkurrence som modsætning til en situation med fuldkommen konkurrence, der bl.a. er kendetegnet at ingen af de enkelte aktører på markedet, hverken på udbuds- eller efterspørgselssiden, har indflydelse på prisen. En monopsonist vil typisk udnytte sin markedsmagt til at efterspørge færre varer til en lavere pris, end hvis der var fuldkommen konkurrence på markedet. Derved vil han opnå et større forbrugeroverskud, men på bekostning af sælgerne på markedet, og situationen vil generelt medføre en forvridning eller inefficiens på markedet.
Tilsvarende findes betegnelserne duopson og oligopson for en situation med henholdsvis to og få købere på et marked - igen parallelt til begreberne duopol og oligopol.   

## Eksempler på monopsoner
Et eksempel i Danmark, hvor en virksomhed på opkøbssiden indtager en stærkt dominerende stilling, kunne være Arla Foods, der har en helt dominerende stilling som aftager af mælk fra de danske landmænd, og Danish Crown, der har en tilsvarende stilling som aftager af slagtesvin og -kvæg, uanset det forhold, at der er tale om andelsselskaber, der er ejet af leverandørerne selv. I mange licitationssammenhænge har køberen per definition monopsonmagt, ligesom det ofte gælder i byggebranchen, at en entreprenør kan tilknytte underleverandører under monopsonlignende omstændigheder. 
Ofte forekommer monopsontilfælde på arbejdsmarkedet. I et lokalområde, hvor der er én stor virksomhed, hvor hovedparten af de beskæftigede i området arbejder, vil have monopsonmagt. Det kunne f.eks. være en by præget af et skibsværft eller anden stor virksomhed, eller et mineselskab i et område, hvor stort set alle er minearbejdere. Staten har også ofte monopsonmagt i form af, at det er den eneste arbejdsgiver for personer med en bestemt uddannelse i kraft af sit monopol - eksempelvis for militærpersoner og politibetjente. Også mht. mange former for varekøb er den danske stat en så stor aftager, at den er i stand til at indgå købsaftaler, der giver den gunstige vilkår. Denne tankegang er årsagen til oprettelsen af SKI, Statens og Kommunernes Indkøbsservice.